# 3813 Фортов
3813 Фортов (3813 Fortov) — астероїд головного поясу, відкритий 30 серпня 1970 року.
Тіссеранів параметр щодо Юпітера — 3,649.